# Станислав Анастасов
Станислав Анастасов е български политик от ДПС, министър на околната среда и водите в кабинета Орешарски, народен представител от ДПС.

## Биография
Роден е на 5 юни 1983 г. в София. Първоначално завършва 35 СОУ „Добри Войников“. След това следва една година информатика в Техническия университет в Мюнхен.  Завършва стопанско управление в Софийския университет със степен „бакалавър“. Магистър е по политически мениджмънт и публични политики от Новия български университет.
Член е на ДПС от 2006 г. През 2008 г. става секретар в младежката организация на ДПС, а по-късно е експерт в организацията, отговарящ за ресор „Международна дейност“. Вицепрезидент е на младежкия либерален интернационал IFLRY.
На 19 юни 2014 г. е избран за министър на околната среда и водите в правителството на Орешарски с подкрепата на ДПС и БСП.